# Station Craughwell
Station Craughwell is een spoorwegstation in Craughwell in het Ierse graafschap Galway. Het station ligt aan de Western Railway Corridor, oorspronkelijk de lijn van Limerick naar Claremorris in het graafschap Mayo. Passagiersvervoer op deze lijn werd in 1976 beëindigd. 
In 1984 werd de lijn tussen Limerick en Ennis weer opengesteld en in 2010 het traject tussen Ennis en Athenry. Volgens de dienstregeling 2015 stoppen er in Craughwell op werkdagen dagelijks vijf treinen in beide richtingen.